# Mayauggla
Mayauggla (Strix fulvescens) är en fågel i familjen  ugglor inom ordningen ugglefåglar.

## Utbredning och systematik
Fågeln förekommer i bergsområden från södra Mexiko (östra Oaxaca och Chiapas) till El Salvador. Den behandlas som monotypisk, det vill säga att den inte delas in i några underarter.

## Status och hot
Arten har ett stort utbredningsområde, men tros minska i antal, dock inte tillräckligt kraftigt för att den ska betraktas som hotad. Internationella naturvårdsunionen IUCN listar därför arten som livskraftig (LC).